# Fagor (equip ciclista espanyol)
L'equip Fagor va ser un equip ciclista espanyol que competí entre 1966 i 1969. No s'ha de confondre amb l'equip francès també anomenat Fagor.
El 1970 es fa unir amb l'equip Mercier-BP-Hutchinson, passant a anomenar-se aquest Fagor-Mercier-Hutchinson.

## Principals resultats
- Setmana Catalana: José Manuel López Rodríguez (1966), Domingo Perurena (1967), Mariano Díaz (1968), Luis Ocaña (1969)
- Volta a Andalusia: Jesús Aranzábal (1966), Ramón Mendiburu (1967)
- Volta a La Rioja: Gabino Ereñozaga (1967), Ramón Mendiburu (1968), Luis Ocaña (1969)
- Volta a Llevant: Mariano Díaz (1968)
- Klasika Primavera: Eusebio Vélez (1968)
- Eibarko Bizikleta: José María Errandonea (1968)
- Volta a Catalunya: Mariano Díaz (1969)
- Gran Premi del Midi Libre: Luis Ocaña (1969)

### A les grans voltes
- Volta a Espanya
  - 4 participacions (1966, 1967, 1968, 1969)
  - 15 victòries d'etapa:
    - 4 el 1966: José María Errandonea, Ramón Mendiburu, Luis Otaño, Domingo Perurena
    - 2 el 1967: Domingo Perurena, Mariano Díaz
    - 3 el 1968: Domingo Perurena, José María Errandonea, Luis Pedro Santamarina
    - 6 el 1969: Luis Ocaña (3), Domingo Perurena, José Manuel López Rodríguez, Mariano Díaz

  - 0 classificació final:
  - 3 classificacions secundàries:
    - Gran Premi de la muntanya: Mariano Díaz (1967), Francisco Gabica (1968), Luis Ocaña (1969)

- Tour de França
  - 2 participacions (1966, 1969)
  - 1 victòries d'etapa:
    - 1 el 1966: Luis Otaño

  - 0 classificacions secundàries:

- Giro d'Itàlia
  - 1 participacions (1968)
  - 2 victòria d'etapa:
    - 2 el 1968: José Antonio Momeñe, Luis Pedro Santamarina

  - 0 classificacions secundàries: